# Viện Hàn lâm Thụy Điển
Viện Hàn lâm Thụy Điển (tiếng Thụy Điển: Svenska Akademien), được thành lập vào năm 1786 bởi vua Gustav III, là một trong Các viện Hàn lâm Hoàng gia Thụy Điển. Nó được biết đến với việc ra quyết định hàng năm là ai sẽ là người đoạt giải Nobel Văn học, thực hiện theo di chúc nhà tài trợ Alfred Nobel. Giải này từ năm 2012 có giá trị 8 triệu Krone Thụy Điển (khoảng 822 ngàn Euro).